# Iouri Pirioutko
Iouri Minaïevitch Pirioutko (Ю́рий Мина́евич Пирю́тко), né le 27 mai 1946 à Tachkent (République socialiste soviétique d'Ouzbékistan) et mort le 3 octobre 2014 à Torjok, est un historien russe, spécialisé dans l'histoire de Saint-Pétersbourg et de sa région. Il était également directeur de la section des sculptures monumentales du musée d'État de sculpture de la ville de Saint-Pétersbourg.

## Biographie
Il poursuit ses études d'histoire à l'université Jdanov de Léningrad, puis il poursuit une carrière de conservateur. Pirioutko est lauréat du prix Antsiferov en 1996, et reçoit l'insigne d'honneur du ministère de la culture de Russie. Il est l'auteur depuis 1971 de nombreuses publications dont la chronique L'Écho du temps passé de la revue L'Artiste (Khoudojnik, «Художник»), ou bien dans L'Aurore («Аврора»). Il publie en 1993 avec A. V. Kobak un ouvrage intitulé Les cimetières historiques de Saint-Pétersbourg («Исторические кладбища Санкт-Петербурга») qui fait date.
Mais son livre L'Autre Pétersbourg («Другой Петербург»), publié en 1998 sous le pseudonyme de Constantin Rotikov et régulièrement republié, devient un bestseller. C'est un guide historique et artistique, plein d'érudition et d'humour, de tout Saint-Pétersbourg sur le thème de l'homosexualité, avec de nombreuses références littéraires. La femme de lettres Tatiana Tolstaïa écrit dans Les Nouvelles de Moscou qu'« il y a longtemps qu'il n'a pas été donné de lire un livre aussi brillant, distrayant et plein d'informations. Il fait honneur au Siècle d'argent russe. »
Il meurt d'un arrêt cardiaque alors qu'il donnait une conférence à Torjok. Il est enterré au cimetière Volkovo de Saint-Pétersbourg.